# Sade vivant
Sade vivant est une biographie en trois volumes du marquis de Sade écrite par Jean-Jacques Pauvert, publiée aux éditions Robert Laffont de 1986 à 1990. À l'occasion de la parution du dernier tome, l'auteur reçoit le prix des Deux Magots en 1991. 

## Historique
La biographie est constituée de trois tomes :
- Une innocence sauvage, 1740-1777 paru en 1986
- Tout ce qu'on peut concevoir dans ce genre-là, 1777-1793 paru en 1989
- Cet écrivain à jamais célèbre, 1793-1814 paru en 1990

## Éditions
- Éditions Robert Laffont  (ISBN 2-221-05950-6), tome I, 427 p., 1986  (ISBN 9782221052051) ; tome II, 636 p., 1989,  (ISBN 9782221059531) ; tome III, 593 p.,  (ISBN 9782221070147)
- Intégrale, éditions Attila, 2013,  (ISBN 978-2917084786)
- Réédition, revue et augmentée, en un seul volume, éditions Le Tripode, 2013,  (ISBN 978-2370550033)1 204 p.